# It's About Time (álbum de Jonas Brothers)
It's About Time es el álbum de estudio debut de los Jonas Brothers. Se publicó el 8 de agosto de 2006 a través de Columbia Records. El álbum se lanzó a través del sello Daylight Records de Columbia. También se lanzó un DualDisc de esta versión del álbum. La versión DualDisc contiene el vídeo completo en tres partes del sencillo principal del álbum, «Mandy».
Después de que Columbia Records eliminara al grupo de su lista de artistas, firmaron con Hollywood. Hollywood obtuvo los derechos para distribuir el sencillo «Year 3000», que también se incluyó en el primer álbum con Hollywood Records del grupo. El álbum logró vender 123.000 copias en Estados Unidos. 
En agosto de 2012, los Jonas Brothers anunciaron el relanzamiento en vinilo del álbum, exclusivamente como regalo para los miembros premium del Team Jonas, junto con una descarga digital con cada álbum en vinilo. Desde 2025 el álbum se encuentra disponible en todas las plataformas digitales de música como Spotify y Apple Music respectivamente. 

## Antecedentes
«It's About Time» fue producido por Michael Mangini y Steve Greenberg. El álbum se inspiró en experiencias personales de la banda, como los altibajos de las relaciones sentimentales, estar de gira y haber tenido la oportunidad de perseguir sus sueños a una edad tan temprana. Nick Jonas declaró: «Gran parte trata sobre temas típicos del amor adolescente, como «Oh, ¿qué voy a hacer si no puedo verla hoy?». No son cosas que no conozcamos».
Una de las canciones del álbum, «Time for Me to Fly», apareció en la película Aquamarine en 2006. Las canciones «What I Go to School For» y «Year 3000» son versiones de temas originales de la banda inglesa de pop-rock Busted.

## Sencillos
«Mandy» se envió a las emisoras de radio de éxitos contemporáneos de Estados Unidos el 20 de marzo de 2006 como primer sencillo del álbum. «Year 3000» se lanzó el 16 de mayo de 2006 como segundo sencillo del álbum. La canción alcanzó el puesto número 31 en la lista “'Billboard”' Hot 100.

## Tours
El 5 de noviembre de 2005, los Jonas Brothers comenzaron su primera gira promocional en apoyo del álbum. Su segunda gira, Jonas Brothers American Club Tour, promovía la abstinencia de drogas ilegales. La gira consistió en conciertos en clubes, y con pequeñas multitudes. La gira comenzó el 28 de enero de 2006 y terminó el 3 de marzo de 2006 con un total de 28 conciertos. Una semana después, hicieron su debut en la televisión nacional en TRL.

## Recepción Crítica
It's About Time" recibió críticas dispares por parte de la crítica musical. Stephen Thomas Erlewine de AllMusic hizo una crítica positiva del álbum afirmando que "en el mejor de los casos, el bubblegum tiene una efervescencia que trasciende generaciones, algo que los Jonas Brothers están cerca de conseguir aquí. Son un grupo simpático de chicos que cantan melodías simpáticas y congraciadoras, quizá demasiado dulces, pero irresistibles". Comparó el sonido pop punk del grupo con Hanson. Terminó comentando, "It's About Time es un debut divertido, con más ganchos que la mayoría de la música orientada a adolescentes de 2006." Una crítica mixta vino de Mike Rimmer de Cross Rhythms que criticó el álbum por tener "canciones genéricas para adolescentes." Sin embargo, destacó la voz de Nick Jonas en "One Day At A Time", así como alabo las pistas, "I Am What I Am" y "What I Go To School For". John DiBiase de Jesus Freak Hideout dio una crítica negativa para el álbum señalando, "It's About Time lleva esquizofrénica similar y desajustada composición de canciones." También añadió: "El resultado final parece el subproducto de unos cuantos chicos hiperactivos con falta de concentración".

### Desempeño comercial
It's About Time alcanzó el número 91 en la lista Billboard 200 y vendió 67.000 copias en Estados Unidos. Debido a las malas ventas del álbum, Columbia Records abandonó al grupo y dejó de imprimir y distribuir copias del álbum a finales de 2006. En marzo de 2015, el álbum vendió 123.000 copias en Estados Unidos.

## Reedición de vinilo 2012
En agosto de 2012, el álbum se puso a la venta en vinilo como regalo exclusivo para los antiguos y nuevos miembros premium del Team Jonas. La edición en vinilo también incluye una descarga digital del álbum y una nota de agradecimiento de Kevin, Joe y Nick. Algunas copias fueron autografiadas por los hermanos y enviadas por correo al azar junto con uno de los tres tocadiscos de los Jonas Brothers de Crossley Turntables. Al igual que el lanzamiento en CD, las copias de la reedición en vinilo también son raras de encontrar, así como caras si se venden en eBay.

## Lista de canciones
| N.º   | Título                                      | Duración |  |
| 1.    | «What I Go to School For» (cover de Busted) | 3:33     |  |
| 2.    | «Time for Me to Fly»                        | 3:05     |  |
| 3.    | «Year 3000» (cover de Busted)               | 3:21     |  |
| 4.    | «One Day at a Time»                         | 3:54     |  |
| 5.    | «6 Minutes» (cover de LFO)                  | 3:06     |  |
| 6.    | «Mandy»                                     | 2:48     |  |
| 7.    | «You Just Don't Know It»                    | 3:37     |  |
| 8.    | «I Am What I Am»                            | 2:10     |  |
| 9.    | «Underdog»                                  | 3:15     |  |
| 10.   | «7:05»                                      | 3:47     |  |
| 11.   | «Please Be Mine»                            | 3:13     |  |
| 35:49 |                                             |          |  |

## Créditos y Personal
Créditos de It's About Time adaptados de AllMusic.
Jonas Brothers
- Nick Jonas - voz principal, guitarra, teclado, batería
- Joe Jonas - voz principal, pandereta, teclado
- Kevin Jonas - guitarra, coros

Músicos adicionales
- John R. Angier - piano
- Jimmie "Bones" Trombly - guitarra
- Thad DeBrock - batería
- Steve Greenwell - bajo, teclados
- Jon Leidersdorff - batería
- Michael Mangini - guitarra, teclados

Producción
- Jake Chessum - fotografía
- Chris Gehringer - masterización
- David Gray - A&R
- Steve Greenberg - productor
- Steve Greenwell - ingeniería
- Femio Hernández - asistente
- Kevin Jonas, Sr. - compositor, dirección
- Jon Kaplan - ingeniería, mezcla, productor
- Tom Lord-Alge - mezcla
- Aimee MacAuley - diseño
- Michael Mangini - productor
- Maria P. Marulanda - dirección artística
- David Massey - A&R
- Chris Roach - asistente de ingeniería
- Stargate - compositores
- Johnny Wright - dirección
- Ken Wright - asistente de ingeniería

## Charts
| Chart (2013)                   | Peak position |
| ------------------------------ | ------------- |
| Estados Unidos (Billboard 200) | 91            |

## Ventas
| Región         | Ventas  |
| -------------- | ------- |
| Estados Unidos | 123,000 |

## Historial de Lanzamiento
| Región         | Fecha               | Formatos | Discográfica | Ref. |
| -------------- | ------------------- | -------- | ------------ | ---- |
| Canadá         | 8 de agosto de 2006 | CD       | Columbia     |      |
| Estados Unidos | 8 de agosto de 2006 | CD       | Columbia     |      |